# NGC 2419
NGC 2419 is een bolvormige sterrenhoop in het sterrenbeeld Lynx. Het hemelobject ligt 275.000 lichtjaar van de Aarde verwijderd en werd op 31 december 1788 ontdekt door de Duits-Britse astronoom William Herschel. Mede door de verre afstand ervan ten opzichte van het melkwegstelsel heeft het de bijnamen Intergalactic Tramp en Intergalactic Wanderer gekregen.

## Het telescopisch waarnemen van NGC 2419
NGC 2419 is een betrekkelijk lichtzwak object dat enige oefening vergt om het met behulp van telescopen waar te kunnen nemen. Om de zoekactie wat makkelijker te maken bevinden er zich, vanaf de aarde gezien, twee voorgrondsterren in de schijnbare onmiddellijke nabijheid van  de bolvormige sterrenhoop. Deze drie objecten vormen een korte rij, waardoor dit drietal in de categorie telescopische asterismen kan geplaatst worden. De twee schijnbaar begeleidende sterren zijn HD 60694 en HD 60771 (beide magnitude +7). 

## Synoniemen
- GCL 12